# Josef Strauch
Josef Strauch (* 7. Juli 1910 in Königshütte; † 14. Mai 1970) war ein deutscher Offizier in der Reichswehr und Wehrmacht, Politiker und Referatsleiter für Erwachsenenfortbildung der Hessischen Landeszentrale für Politische Bildung. Strauch war befehlender Offizier im Verlauf des Massakers am Padule di Fucecchio im Zweiten Weltkrieg in Italien, in dem 174 Zivilisten ermordet wurden. Hierfür wurde er vom Militärgericht Florenz als Kriegsverbrecher verurteilt.

## Militärische Karriere
Strauch begann seine militärische Karriere, als er 1929 als einfacher Soldat in die Reichswehr eintrat. In der Wehrmacht erreichte er den Rang eines Hauptmanns. Strauch führte verschiedene gepanzerte Einheiten im West- und Ostfeldzug wie auch gegen die Jugoslawische Volksbefreiungsarmee. Strauch war zeitweise bei Ersatztruppen eingesetzt.
Am 30. Juni 1944 wurde er zur Aufklärungsabteilung der 26. Panzer-Division abgeordnet, davor hatte er der Panzergrenadierdivision Großdeutschland angehört. Die 26. Panzer-Division war damals in Italien stationiert und der damalige Oberst und Divisionskommandeur Eduard Crasemann befahl Strauch, eine militärische Operation zur „Säuberung des Bandengebiets“ am Sumpf von Fucecchio am 23. August 1944 durchzuführen. Diese Operation entwickelte sich zu einem der blutigsten Massaker in der Zeit der deutschen Besetzung Italiens durch die Wehrmacht mit 174 zivilen Menschenleben, dem Massaker am Padule di Fucecchio. Am Ende des Zweiten Weltkriegs geriet er in Gefangenschaft.

## Strafverfolgung
Als General Eduard Crasemann im April 1947 von einem britischen Militärgericht in Padua wegen Kriegsverbrechen zur Verantwortung herangezogen wurde, war Josef Strauch als Zeuge geladen. Strauch gab an, dass er persönlich von Crasemann zur schonungslosen Bandenvernichtung angewiesen worden sei und er bis zum Schluss versucht habe, ihn umzustimmen, was auch Zeugen bestätigten. Das Gericht glaubte Crasemann nicht und verurteilte ihn zu zehn Jahren Freiheitsentzug und Josef Strauch musste sich später als Angeklagter vor dem Militärgericht Florenz verantworten. Vor diesem Gericht konnte er die Rechtmäßigkeit der Morde an Frauen und Kinder nicht verteidigen und wurde zu sechs Jahren Gefängnis verurteilt. Das Urteil bestätigte das Oberste Militärgericht in Rom am 13. September 1949. Bereits im Frühjahr 1950 wurde er entlassen. Dies geschah auf Intervention der Regierung Adenauer bei dem italienischen Staatspräsidenten Luigi Einaudi, der ihn begnadigte.

## Politiker
Ende April 1950 kehrte er nach seiner Haftentlassung nach Deutschland zurück und begann eine Karriere als Politiker. Er schloss sich bald nach seiner Rückkehr der Partei Gesamtdeutscher Block an. Sein politischer Aufstieg dort ging rasch: Im April 1952 wurde er Landesgeschäftsführer von Schleswig-Holstein und Bundesgeschäftsführer von März 1953 bis Juni 1962. Als sich die Partei auflöste, war er als Verwaltungs- und Personalchef in einer privaten Firma angestellt. Danach war er vom 1. April 1966 bis zu seinem Tod Mitte Mai 1970 – als verurteilter Kriegsverbrecher – in der Position des Referatsleiters für Erwachsenenfortbildung in der Hessischen Landeszentrale für Politische Bildung beschäftigt. Zur Landtagswahl in Hessen 1966 trat Strauch erfolglos als Kandidat für die Gesamtdeutsche Partei/BHE auf Listenplatz 26 an.